# Aripert II
Aripert II, död 712, var kung av det langobardiska riket mellan 701 och 712. 